# Werner Schröer
Werner Schröer (12 février 1918 – 10 février 1985) est un pilote et as de la chasse allemande qui combattit lors de la Seconde Guerre mondiale. Il s'illustra tout particulièrement en Afrique du Nord puis en Méditerranée où il remporta la majorité de ses 114 victoires. 102 d'entre elles le furent face aux appareils alliés occidentaux, ce qui constitue une performance exceptionnelle.

## Début de carrière
Le futur as commence sa carrière militaire dans la Luftwaffe en 1937. D'abord affecté dans le personnel au sol, le Gefreiter Schröer délaisse très vite le tarmac pour commencer un entraînement au pilotage d'avion de chasse en 1938. Il complète sa formation entre la mi-mai et le 20 juillet 1940, date à laquelle il est déclaré opérationnel. Le 27 août, il rejoint la 2./JG 27 en pleine Bataille d'Angleterre où il effectue ses premières missions de combat. Il remporte trois succès dans cette campagne mais qui ne lui seront pas confirmées.

## Épopée africaine
En mars 1941, le I./JG 27 devient le premier groupe de chasse complet à être déployé en Afrique du Nord pour soutenir l'Afrika Korps. Affecté à la 1./JG 27, Schröer remporte sa première victoire africaine le 19 avril contre un Hurricane, soit le lendemain de l'arrivée du groupe à Gazala. L'affaire n'est pas sans casse car il est lui-même obligé d'effectuer un atterrissage forcé près de sa base avec une cinquantaine de trous dans son Bf 109E. Le 21 du même mois, il percute un autre Hurricane et doit effectuer un nouvel atterrissage forcé et se blesse légèrement dans l'aventure.
Sur ce nouveau théâtre d'opération, tout est différent par rapport au front de la Manche : alors qu'il fait froid et humide en Europe, chaleur et temps sec sont le quotidien des hommes et des machines qui sont mis à rude épreuve. Peu habitué à voler au-dessus du désert immense, Schröer n'augmente son palmarès que très lentement. Le 29 août, l'Allemand aura aussi eu maille à partir avec le P-40 de l'Australien Clive Caldwell. Bien que blessé, ce dernier parvient à descendre l'ailier de Schröer qui, également touché, doit rompre le combat. Au 14 septembre, son score s'établit à sept succès seulement. L'arrivée le même mois du II./JG 27 fraîchement désengagé du front russe permet au I./JG 27 de souffler un court instant et de se rééquiper en Bf 109F, la meilleure version de ce chasseur selon beaucoup de pilotes. En décembre, le III./JG 27 complète définitivement l'escadre.
En mars 1942, Le Leutnant Schröer est affecté au Stab du I./JG 27 dont Eduard Neumann est le commandement depuis l'arrivée de Schröer dans le groupe. Cependant, Neumann dirige le plus souvent au sol et son activité au combat est limitée. En tant que Gruppen Adjudant, Schröer, ne peut que suivre le mouvement, ce qui limite encore un peu plus ses sorties face à l'ennemi. Il descend un P-40 le 30 mai, soit huit mois et demi après sa dernière victoire. Les 10 et 15 juin, trois autres P-40 tombent également sous ses coups. À cette époque, Werner Schröer est encore bien loin des scores des meilleurs as de la JG 27 en Afrique du Nord : Gustav Rödel, Gerhard Homuth, Wolfgang Redlich, Ludwig Franzisket, Friedrich Körner, Hans-Arnold Stahlschmidt, Günther Steinhausen, Otto Schulz, et bien sûr le célèbre Hans-Joachim Marseille, un ami et un as exceptionnel.

## Une progression spectaculaire
Schröer va se distinguer une fois placé à la tête de la 8./JG 27 le 22 juin, cette escadrille appartenant au III./JG 27. Jusqu'à la fin du mois, il ajoute quatre victoires à son palmarès et ce sont pas moins de 16 avions britanniques qui tombent sous ses coups rien que pour le mois de juillet. Après une pause dans les combats en août, il descend 13 ennemis en septembre (dont six le 15) pour son 40e succès. Ce dernier exploit est cependant sujet à polémiques car si les Allemands revendiquent ce jour-là dans les 24 victoires, il semblerait que les Anglais n'aient en fait seulement perdu que 5 appareils.
Les victoires de la JG 27 ne sont toutefois pas sans pertes. Le 6 septembre, Günther Steinhausen ne rentre pas de mission après sa 40e victoire. Le lendemain, Hans-Arnold Stahlschmidt disparaît également : il était titulaire de 59 victoires. Le 30 septembre, Schröer mène la 8./JG 27 dans une mission d'escorte de Stuka couvrant la retraite de soldats allemands. La 3./JG 27 commandée par Hans-Joachim Marseille ne parvient pas à engager l'adversaire malgré un contact visuel. Il dirige alors Schröer vers l'ennemi qui abat un Spitfire à 10 h 30. À 11 h, Marseille annonce à la radio que son moteur dégage de la fumée avant de s'éjecter derrière les lignes allemandes. Schröer survole ensuite l'épave de l'avion de son ami mais n'aperçoit aucun parachute. Il apprendra plus tard que Marseille n'avait pu l'ouvrir et s'était écrasé au sol.
Malgré ces évènements, Schröer continue d'augmenter son score, pour finalement finir par dépasser tous ses camarades. En octobre, il remporte encore 15 victoires et reçoit le 21 la croix de chevalier de la croix de fer après un score de 49 avions abattus, soit trois jours avant l'offensive victorieuse de Montgomery à El-Alamein. Dans les combats aériens qui s'ensuivent, Schröer abat en une semaine 10 appareils supplémentaires. Le 1er novembre, l'as est nommé Oberleutnant et descend trois jours plus tard un quadrimoteur B-24 pour sa 60e victoire, le premier d'une longue série. Le 16 novembre, un dernier P-40 clôture son palmarès africain. Werner Schröer est ainsi le deuxième as de la JG 27 derrière Marseille sur ce théâtre d'opération si spécifique. Ses 50 succès au sein du III./JG 27 représentent également 30 % du total des victoires de ce groupe en Afrique du Nord.

## La Méditerranée
Poussé par l'avance des Alliés, le groupe est contraint de déménager en Crète. Le 1er février 1943, Schröer est promu rapidement Hauptmann et descend dix jours plus tard deux bimoteurs. S'ensuit un congé de plusieurs semaines où le pilote se marie. Le 20 avril 1943, Schröer succède au Major Gustav Rödel à la tête du II./JG 27, ce dernier étant promu Kommodore de l'entière JG 27. Schröer a maintenant la lourde tâche de protéger les avions de transport qui évacuent tant bien que mal les troupes allemandes d'Afrique du Nord. Il doit également bientôt défendre les bases de Sicile contre les incursions de bombardiers lourds américains et leurs chasseurs d'escortes. Le Bf 109G qui compose le groupe n'est toutefois guère adapté pour cela : armé de seulement deux mitrailleuses lourdes et d'un seul canon de 20 mm dans l'axe, le célèbre chasseur allemand peut désormais difficilement se mesurer à un quadrimoteur robuste. On rajoute alors deux canons de 20 mm en gondole sous les ailes ce qui réduit sensiblement les performances mais améliore considérablement la puissance de feu.
Werner Schröer pour sa part va avec cette nouvelle monture se montrer un redoutable expert à la chasse aux quadrimoteurs. Du 29 avril au 23 juillet, il remporte au-dessus des terres méditerranéennes 22 succès, dont 12 quadrimoteurs. Par ailleurs, Le II./JG 27 aura sous son commandement abattu une centaine d'avions, dont quarante avions B-17 et B-24. Peine perdue, l'invasion alliée de la Sicile repousse l'armée allemande jusqu'au sud de l'Italie. Les hommes du II./JG 27 remettent alors leurs derniers avions à d'autres unités et sont rapatriés en Allemagne pour se reposer et se rééquiper. Pour ses efforts courageux, Werner Schröer est décoré le 2 août 1943 des feuilles de chêne.

## Défense du Reich
Comme tant d'autres groupes, le II./JG 27 est reversé dans la défense du Reich. Mission prioritaire : intercepter et abattre les bombardiers lourds ennemis. Déjà spécialiste de ce genre de mission au-dessus de la Sicile, le Hauptmann Schröer continue sa série de victoires dans les cieux de l'Europe : trois B-17 abattus dès le 6 septembre, trois autres jusqu'à la fin de l'année. Il descend cinq avions supplémentaires en janvier 1944, dont trois quadrimoteurs et encore deux avions de ce type le 25 février. Le 3 mars, un P-38 fait sa 99e victoire, sa dernière avec la JG 27.
Le 14 mars 1944, Schröer est nommé Kommandeur du III./JG 54, ce groupe étant également engagé dans la défense du Reich, et rééquipé en avril en FW 190. Le 24 mai, le Hauptmann Schröer est soulevé en héros après avoir abattu un P-51 et deux B-17 atteignant ainsi les 102 victoires, toutes remportées sur le seul front Ouest. Il devient ainsi le cinquième pilote allemand à atteindre pareil score sans compter de quelconque succès contre les forces soviétiques, jugées plus faciles. Le stress des combats intenses (souvent dans un rapport d'infériorité allant de 10 contre 1) ne l'ont toutefois pas épargné. En juin, il doit être hospitalisé et laisse son commandement à Robert Weiß durant la campagne de Normandie. Fin juin, Schröer est transféré dans une école de pilotage et devient chef instructeur. Le 4 août, il se blesse à la suite d'un atterrissage forcé dû à un problème mécanique.
Le 14 février 1945, Schröer reprend du service et devient le dernier Kommodore de la JG 3 "Udet" qui se bat contre l'avance inexorable de l'armée rouge. Il descend 12 appareils soviétiques entre mars et avril et se voit remettre dans l'intervalle (19 avril 1945) les glaives à sa croix de chevalier, alors que les forces russes assiègent déjà Berlin. Le 8 mai 1945, Le Major Werner Schröer se rend aux Britanniques.

## Bilan
Werner Schröer est crédité de 114 victoires aériennes : 61 en Afrique du Nord, 41 en Méditerranée et au-dessus de l'Europe occidentale, et 12 contre les Soviétiques. Il a descendu 26 quadrimoteurs (18 B-17 et 8 B-24), soit l'un des meilleurs scores contre ce type d'appareil. Son chiffre le plus impressionnant reste son nombre de missions de combats (197 seulement), ce qui fait un ratio victoires/sorties très élevé.
Libéré en février 1946, il ne retourne pas dans l'armée et fera campagne pendant de nombreuses années afin qu'un mémorial en mémoire de son ami Hans-Joachim Marseille soit érigé. Il sera un des pilotes les plus militants de la Luftwaffe. Werner Schroer décède le 10 février 1985 à Munich, deux jours avant ses 68 ans, et ne verra pas la réalisation du mémorial de Marseille quatre ans plus tard.